# خرمالو (هريس)
خرمالو هي قرية في مقاطعة هريس، إيران. عدد سكان هذه القرية هو 714 في سنة 2006.